# Rubén Miño (músico)
Rubén Miño fue un acordeonista y compositor argentino de chamamé oriundo de la ciudad de Bella Vista, Corrientes. Consagrado autor e intérprete de la música litoraleña quien grabó discos junto a otros destacados del género como Isaco Abitbol, Polito Castillo, Antonio Niz, entre otros.
Compuso y registró más de 100 canciones reconocidas a nivel mundial, como "El gaucho Quero", "Doctor Rodeles", "Motivo correntino", entre otros; donde demuestra su talento en el acordeón y en la composición de chamamé.

## Biografía

### Infancia
Rubén Miño nació el 7 de septiembre de 1931 en la entonces Colonia 3 de Abril (actualmente Municipio de Tres de Abril) Departamento de Bella Vista, Corrientes. Al crear su partida de nacimiento cometieron el error de escribir su nombre con la letra "v", por lo que su nombre en realidad es Ruvén y no Rubén; y es por esto que en algunos lugares puede verse la falta de ortografía intencional al mencionarlo, como en las calles que llevan su nombre en su ciudad natal.

### Carrera
A los 15 años de edad, sabiendo tocar la guitarra comienza sus estudios de acordeón, para pocos años después radicarse en Buenos Aires e incorporarse como guitarrista al conjunto musical de Ramón Quevedo y luego a la agrupación "Embajada Cartelera Correntina" dirigida por Polito Castillo.
A los 22 años conoce a Ernesto Montiel, quien ve en él un talento nato para el acordeón y lo alienta a ejecutarlo en el chamamé obsequiándole uno de sus mejores instrumentos.
Durante su larga estadía en Buenos Aires es invitado a participar en grabaciones discográficas de reconocidos artistas del género como Emilio Chamorro, Ramona Galarza y Emeterio Fernández. 
Para finales de la década de 1960 vuelve a Bella Vista y comienza su etapa más conocida, donde graba varios discos junto a los Hermanos Vallejos.
Para comienzos de la década de 1990 forma junto a Isaco Abitbol en el bandoneón y la guitarra de Antonio Niz el reconocido Trío Pancho Cué, grabando el disco homónimo que recibe el premio ACE.

### Fallecimiento
El 31 de julio de 1996 fallece en Bella Vista con 64 años de edad. Sus restos fueron velados en el salón Yapeyú de la Municipalidad de Bella Vista, haciéndose presentes destacadas personalidades del chamamé, políticos y una multitud de personas que rindieron homenaje con guitarras y acordeones.

## Discografía
- Rubén Miño y Los Hnos. Vallejos Vol. 1
- Rubén Miño y Los Hnos. Vallejos Vol. 2
- Los nuevos triunfadores del Chamamé Vol. 1
- Los nuevos triunfadores del Chamamé Vol. 2
- Te arrullo mi amor
- Nitz - Miño
- Gracias Dr. Levín
- Trío Correntino Pancho Cué
- La sinfónica chamamecera

## Homenajes
- Todos los 31 de julio en su ciudad natal se realiza un festival en homenaje a su vida y trayectoria, donde artistas invitados y público en general recuerdan al músico y a sus canciones.
- Se erigió un monumento en su honor en la Plazoleta de los Chamameceros, en la costanera de Bella Vista.
- Una avenida lleva su nombre en su ciudad natal.